# Salacia gagnepainiana
Salacia gagnepainiana är en benvedsväxtart som beskrevs av Marie Laure Tardieu. Salacia gagnepainiana ingår i släktet Salacia och familjen Celastraceae. Inga underarter finns listade.